# Lamar Neagle
Pour les articles homonymes, voir Neagle.
Lamar Neagle est un joueur américain de soccer, né le 7 mai 1987 à Federal Way (État de Washington, États-Unis). Il joue au poste de milieu offensif.

## Biographie
Lamar Neagle grandit à Federal Way puis intègre l'Université du Nevada à Las Vegas. Pendant ces études, il joue non seulement au soccer en NCAA mais aussi en PDL avec le Des Moines Menace.
En 2009, il rejoint la grande équipe de sa région d'origine, les Sounders de Seattle, sans passer par la MLS SuperDraft. Cette année il joue en match amical contre Chelsea FC mais ne participe à aucun matchs officiels. La saison suivante, il rejoint le Charleston Battery en Seconde division de United Soccer Leagues où il remporte tout : champion de la saison et des séries finales, meilleur buteur et de MVP.
Il tente l'aventure européenne la saison suivante et rejoint le club finlandais de première division IFK Mariehamn et inscrit deux buts en cinq rencontres de championnat. Il réalise néanmoins un nouvel essai en mars 2011 avec les Sounders FC de Seattle lors de la pré-saison. Il retrouve les Sounders et inscrit cinq buts et deux mentions d’aide en vingt-trois matchs. Il marque également un but en deux parties de séries éliminatoires.
Le 17 février 2012, Neagle est transféré à l'Impact de Montréal avec Mike Fucito contre Eddie Johnson pour intégrer l'effectif du club pour sa première saison en MLS.
Le 27 janvier 2013, Neagle est à nouveau transféré aux Sounders en échange d'une place de joueur étranger pour deux saisons.

## Palmarès

### Par équipe
- Champion de la seconde division USL en 2010 avec le Battery de Charleston.
- Vainqueur de la Coupe des États-Unis en 2011 et 2014 avec les Sounders de Seattle.
- Vainqueur du Supporters' Shield en 2014 avec les Sounders de Seattle.

### Individuel
- Élu meilleur joueur de la Seconde division des United Soccer Leagues en 2010.